# Pataki Simon
Pataki Simon, Pollák (Péterréve, 1858. június 30. – Szeged, 1920. december 10.) állami felső kereskedelmi iskolai tanár.

## Élete
Pollák Israel kereskedő és Ausländer Anna fia. Miután anyja korán özvegységre jutott, gyermekeinek neveltetése végett Szegedre költözött és itt végezte Pataki a főreáliskolát, azután Budapesten a középiskolai tanárképző intézet tagja lett és az egyetemen, valamint a műegyetemen természetrajzi, földrajzi és vegytani előadásokat hallgatott. 1882-ben nyert középiskolai tanári oklevelet. Ekkor két évig mint gyakorlótanár működött a budapesti tanárképzőintézet gyakorló főgimnáziumában és 1883-ban Pollák családi nevét Patakira változtatta. Azután Szegedre tért vissza, ahol kilenc évig mint saját, nyilvánossági joggal felruházott elemi- és felsőleányiskolájának igazgató-tanára működött. Mint iskolatulajdonos évenként kiadott Értesítőjének bevezető cikkében pedagógiai kérdések megvitatásával foglalkozott. 1894-ben a szegedi állami felső kereskedelmi iskolához neveztetett ki rendes tanárnak, ahol a földrajzot és természetrajzot tanította. Ismereteinek gyarapítása végett beutazta Németországot, Svájcot és Franciaországot.
Cikke a Szegedi Hiradóban (1888. 287. sz. Hunfalvy János); írt még több közgazdasági cikket a szegedi napilapokba és útleírásokat a szegedi állami felső kereskedelmi iskola Értesítőjébe. Mint a szegedi magyar iparpártoló szövetség titkára, állandóan szerkesztette annak: Pártoljuk a magyar ipart c. időszaki folyóiratát.

## Munkái
- Földrajz a polgári fiúiskolák számára. Bpest, 1901-1902. Négy kötet. (Tergina Gyulával együtt).
- Földrajz a polgári és felsőbb leányiskolák számára. Uo. 1901. 1903. Négy kötet. (Tergina Gyulával együtt).
- Kereskedelmi földrajz. Pozsony, 1903.
- Felsőbb keresk. iskolai tanárok naptára 1895-től 1904-ig. Szeged.